# Patricio Crespo
Luis Patricio Crespo Ureta (15 de septiembre de 1948) es un empresario y dirigente gremial chileno, que se desempeñó como presidente de la Sociedad Nacional de Agricultura (SNA), la organización empresarial más antigua del país andino, desde 2012 hasta 2017.

## Carrera profesional
Se ha dedicado a desarrollar su actividad empresarial en el rubro de los cereales, vides viníferas, olivos y ciruelas, en la zona de Chépica, región del Libertador General Bernardo O'Higgins. Fue elegido director de la Sociedad Nacional de Agricultura (SNA) en 1991, y dos años después, fue designado su primer vicepresidente, cargo que ejerció por dos periodos y que retomó durante el ejercicio 2009.
Además, ha participado como presidente de los Comités de Aguas y Cereales de la SNA, además de presidente de la Asociación Canal Población en la Provincia de Colchagua, de la Junta de Vigilancia del Estero Chimbarongo, de la Federación de Juntas de Vigilancia de la Sexta Región y director del Centro del Agua de la misma zona.
En enero de 2012, tras la designación de Luis Mayol como ministro de Agricultura por parte del presidente Sebastián Piñera, asumió como presidente de la SNA, cargo en el cual en abril de 2013 fue reafirmado por otros dos años;, el mismo mes de 2015, en tanto, consiguió ser reelegido, posición que finalmente dejó en 2017.